# Le Journal de Mickey
Pour les articles homonymes, voir JDM.
Le Journal de Mickey ou JDM est un magazine bimensuel (depuis le 12 juin 2024, anciennement hebdomadaire) français de bande dessinée publié depuis le 21 octobre 1934. La publication est interrompue entre 1944 et 1952 puis reprend la numérotation à zéro. Réputé pour être le premier magazine en France à s'appuyer sur les personnages Disney, il est aussi le plus ancien magazine français destiné à la jeunesse encore en activité. Il est réédité dans des albums, qui regroupent à chaque fois plusieurs numéros.

## Histoire de la publication

### Première période (1934-1940 puis 1943-1944)

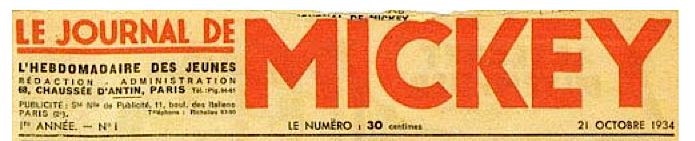
Bandeau-titre du 1er numéro (21 octobre 1934).

Le Journal de Mickey a débuté à Paris sous l'impulsion de Paul Winkler, fondateur de l'agence Opera Mundi, détentrice des droits des bandes dessinées Disney en France, ainsi que d'autres comics américains. Winkler s'inspire de Topolino, lancé en Italie le 31 décembre 1932, sur le même principe, presque simultanément avec le Mickey Mouse Magazine, lancé en janvier 1933 par Kay Kamen (9 numéros).
Sous-titré « L'hebdomadaire des jeunes », il est destiné aux enfants de 7 à 13 ans. La première édition est datée du 21 octobre 1934. Une édition-test avait été lancée le 1er juin 1934.
Le Journal de Mickey devient rapidement le premier magazine pour la jeunesse avec 500 000  exemplaires vendus par semaine, et demeure, en 1938, le plus fort tirage tous titres jeunesse confondus. Par ailleurs, son éditeur, Opera Mundi, totalise avec ses autres titres jeunesse tels Robinson et Hop-là !, des ventes dépassant le million d'exemplaires. Sur un marché destiné à un public féminin, c'est l'hebdomadaire Marie-Claire avec 800 000 exemplaires vendus dès 1938, un an après sa création, qui atteint le plus fort tirage.
Les particularités des premières éditions sont le format (27 x 40 cm), huit pages dont cinq de bandes dessinées incluant l'usage de bulles de textes lesquels sont traduits en français mais aussi un papier de qualité, des couleurs plus brillantes et un meilleur encrage. Les pages 1, 4-5 et 8 sont en couleurs. Le prix de lancement est de 30 centimes — ce qui est très bon marché pour l'époque. Jimmy Johnson explique que les droits de publication acquis par Paul Winkler le furent au travers du King Features Syndicate, mais portaient uniquement sur des comic strips et non sur un produit de type magazine ; Roy O. Disney, frère de Walt et responsable financier, entama donc des poursuites pour violation des droits. Roy Disney a gagné et Paul Winkler a dû renégocier les droits pour publier le magazine au travers d'un contrat-cadre incluant Hachette, lequel assura l'impression sur rotatives via l'imprimerie Louis Bellenand (Fontenay-aux-Roses) et surtout la diffusion-distribution. Le siège social a d'abord été au 68 rue de la Chaussée d'Antin, puis à partir de 1939 au 7 rue de la Paix. Début 1940, le prix grimpa à 60 centimes.
Les personnages Disney sont toujours en première page. On trouve également dans le journal des feuilletons écrits par des auteurs français, un courrier de lecteur et des annonces concernant le « Club Mickey ».
Avec l'Occupation allemande, le Journal de Mickey cesse de paraître le 16 juin 1940, au no 296. Un dernier numéro, le n°297 du 23 juin 1940, est imprimé mais jamais diffusé, seuls quelques exemplaires existent en circulation. Paul Winkler s'exile aux États-Unis, et est victime en France, en tant que Juif français d'origine hongroise des lois décrétées par le régime de Vichy. Il est dépossédé : ses titres sont donc spoliés et aryanisés. Sous le titre Le Journal de Mickey et Hop-là ! réunis, le journal reparaît à Marseille (avec un second numéro n°297), puis, à partir de décembre 1943, sous l'Occupation allemande, seulement tous les 10 jours ; à partir de janvier 1944, la parution est effective tous les deux mois. Le 2 juillet 1944 (no 477), il cesse définitivement de paraître, et ce pendant huit ans. L'édition 1943-1944 ne contenait aucun comic strips américain mais seulement des auteurs français.
Tiré en moyenne à 400 000 exemplaires (avec un pic en 1938), tout autant que Robinson également lancé par Winkler, le magazine révolutionne la presse jeunesse française et permet l'arrivée des productions de comics américains en France en plus grand nombre, plusieurs magazines similaires sont ainsi lancés au cours des années suivantes. Cette période se voit même nommée « l'Âge d'or de la bande dessinée. »

### Renaissance en 1952

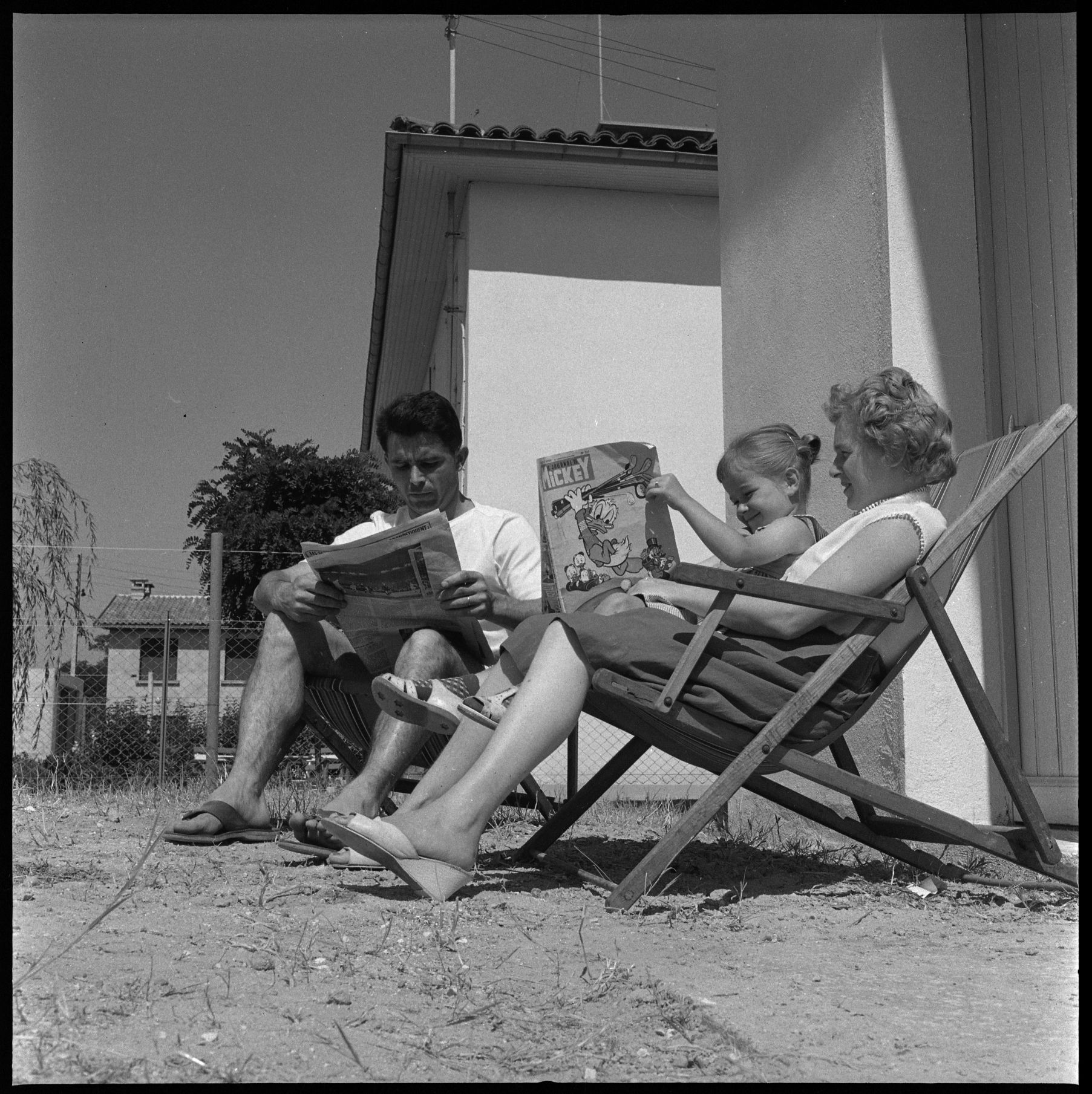
Petite fille lisant Le Journal de Mickey à Toulouse en 1959.

Après un numéro d'essai de 4 pages sorti en avril, Le Journal de Mickey reparaît en juin 1952, numéroté 1, comportant 16 pages dans un format 23,5 sur 30,5 cm. La moitié des pages est en couleurs et le reste en noir, blanc et rouge. Le prix de vente est de 20 francs. La couverture représente Mickey, brosse en main, en train d'attendre Riri, Fifi et Loulou, qui glissent sur une rampe d'escalier vers un baquet. Il passe à 25 francs au numéro 8.
Ses pages se répartissent entre bandes dessinées des univers de Mickey Mouse et de Donald Duck, bandes dessinées et gags d'auteurs francophones ou américains, et de parties magazine axées sur la nature, les nouvelles technologies, et le monde actuel. Chaque numéro, des années 1950 à la fin des années 1980, comporte un éditorial signé Onc'Léon (comme avant guerre). Chaque numéro se termine par une planche en quatrième de couverture. À l'origine, leur titre était Donald : Les p'tits boulots et elles racontaient à chaque fois une courte aventure de Donald cherchant du travail. Cette planche, comme celles qui l'ont suivie et qui mettaient en scène d'autres personnages dont Mickey en personne, était généralement comique.
Les bandes dessinées Disney sont principalement des créations des studios Disney (États-Unis, Italie, France, Danemark, et Espagne plus récemment). Propre à la version française fut un feuilleton des années 1950-1970 nommé Mickey à travers les siècles, où Mickey parcourait l'histoire de France en changeant d'époque chaque fois qu'il recevait un choc sur la tête, aventures qui furent rééditées en albums cartonnés.

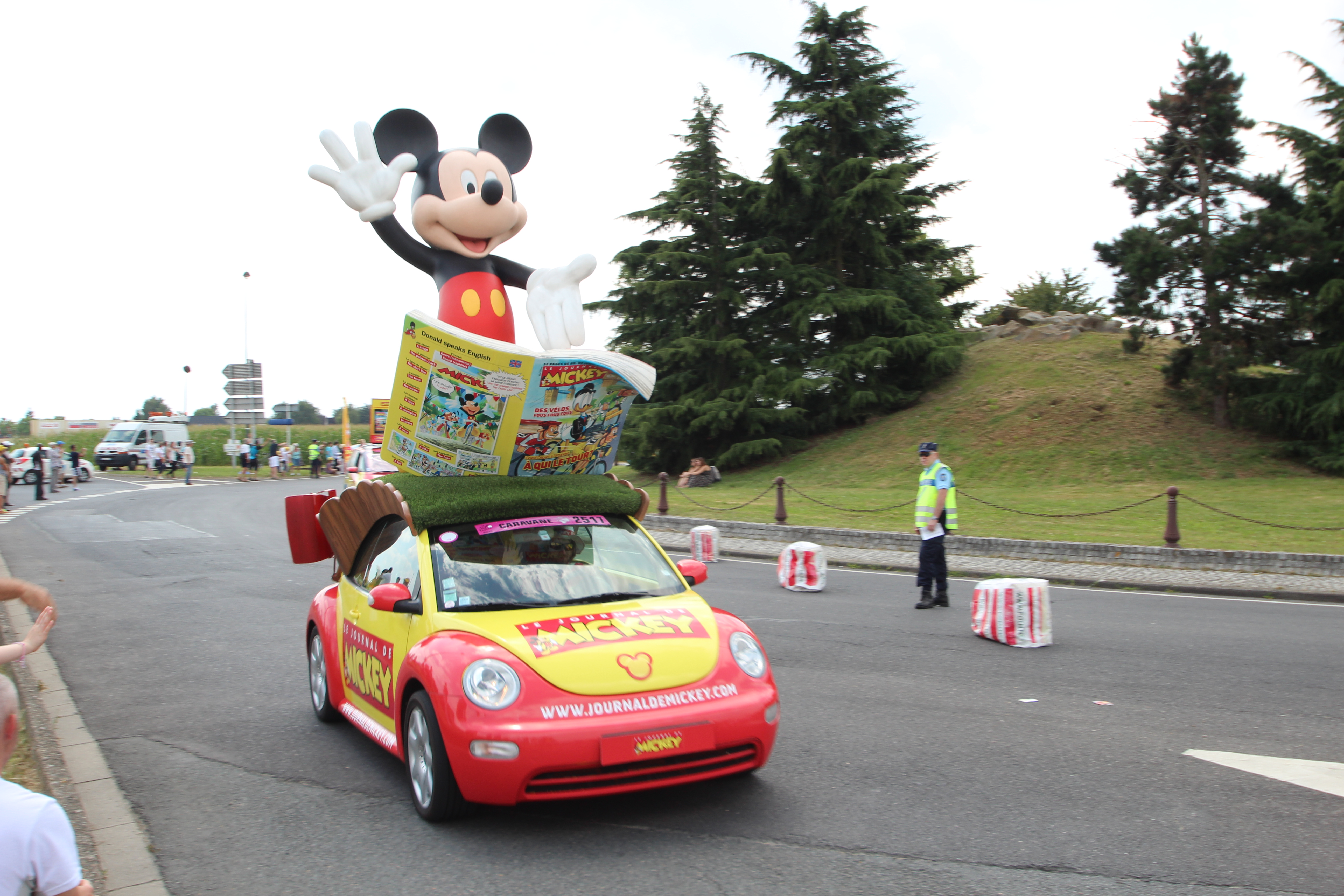
Voiture du Journal de Mickey durant la caravane publicitaire du Tour de France 2014.

Véritables icônes graphiques, les couvertures du journal sont réalisées par le studio français à la gouache en couleurs directes jusque dans les années 1990, à la différence de leurs consœurs américaines ou italiennes réalisées classiquement à l'encre noire. René Guillaume (1928-2004) fut le principal dessinateur de couvertures dès 1952 et pendant plus de trente années.
Considéré comme le plus ancien périodique français destiné à la jeunesse, Le Journal de Mickey a en effet réussi — si l'on excepte la période d'interruption 1944-1952 — à se maintenir plus longtemps que ses concurrents puisque sa formule reste fondamentalement la même depuis 1934. À la différence de Pilote, il n'a pas cherché à grandir en même temps que ses lecteurs, des babys-boomers aux jeunes adultes - ce à quoi les bandes dessinées de style Disney ne se prêtaient pas vraiment.
Dans les années 2000, le magazine, dont le format est agrandi, fait la part belle aux stars et artistes célèbres, français ou internationaux, qui font souvent la couverture. Dans le même temps, la place allouée à la BD est augmentée, couvrant plus de la moitié des 72 pages du magazine. En 2003, l'hebdomadaire coûte 1€80. Un supplément Journal de la BD est régulièrement offert. En octobre 2003 est créé le classement de la personnalité préférée des 7-14 ans, qui a désormais lieu chaque année. Toujours en 2003 est lancé le Grand Concours des Lecteurs du Journal de Mickey. Au milieu des années 2000, les personnages Disney tels que Mickey, Donald ou Picsou reprennent leur place en couverture. Cette période montre une synergie entre le rédactionnel et les pages éducatives, toujours très présentes, et la bande dessinée, des histoires de Mickey, Donald, Picsou, côtoyant des séries d'éditeurs divers, comme Lou!, Les Profs ou encore L'Élève Ducobu. Des numéros spéciaux sont proposés plusieurs fois par an durant l'été ou les fêtes, ces derniers, plus épais, comptant comme deux numéros au lieu d'un. En 2014, à l'occasion de ses 80 ans, le magazine change de formule. Le format du magazine diminue dans les années 2010 pour retrouver le format qu'il avait dans les années 90, et son prix passe à 1€90, puis 2 euros. 
Le 28 juin 2019, le groupe français fondé par Emmanuel Mounier, spécialisé dans les médias et la jeunesse Unique Heritage Media annonce être entré en négociations exclusives avec le groupe Lagardère et The Walt Disney Company pour racheter Disney Hachette Presse (DHP), le détenteur du Journal de Mickey,,, DHP qui avait succédé à la société Édi-Monde de Paul Winkler. L'opération est finalisée le 1er octobre 2019, DHP devient Unique Heritage Entertainment (Disney Magazines). En 2022, le grand prix des lecteurs fête sa 20e édition. Toujours en 2022, à la suite d'une érosion des ventes, le magazine n'est désormais distribué qu'une semaine sur deux en kiosques, les abonnés continuant de recevoir tous les numéros. À partir du numéro 3663 du 31 août 2022 le magazine change de formule pour renforcer son éditorial au détriment de la bande dessinée dont la place allouée est réduite, ce qui était déjà le cas au milieu des années 90. Son logo, qui était resté quasiment le même depuis 2003, est changé. En 2023, le magazine est tiré à 57 000 exemplaires par numéro, contre 120 000 en 2013, et son prix est de 2€95. 
À partir du numéro 3756-57 du 12 juin 2024, le magazine devient bimensuel et double de page, son prix passe à 4€90. En octobre 2024 le magazine fête ses 90 ans avec un numéro spécial et un hors-série anniversaire.

## Dans les arts visuels
Pour créer un aspect visuel, l'artiste Dieter Roth perfore des pages du Journal de Mickey de trous circulaires, un exemplaire est ainsi exposé à la bibliothèque des Arts décoratifs de Paris.

## Principales séries publiées

### Catalogue Disney
De nombreux personnages entre 1934 et 1937 apparaissent en page 1 dans le strip « Symphonie folâtre » (Silly Symphonies).
- Mickey
- Donald
- Picsou
- Pluto et son fils Toto (avant 1943)
- Dingo
- Daisy
- Minnie
- Fantomiald
- Grand Loup
- Géo Trouvetou
- Tic et Tac
- Castors Juniors
- Super Dingo
- Lili, Lulu et Zizi
- Mickey à travers les siècles
- Mickey à travers les mondes
- Les Bébés Disney
- Génius
- Bambi
- Hiawatha
- James Ding
- Les Années folles de Clarabelle

### Hors catalogue Disney
De nombreuses séries non Disney ont été publiées dans le Journal de Mickey. Voici une partie de celles qui ont été publiées en épisodes durant plus de 50 numéros :
- Jim la jungle (Jungle Jim) d'Alex Raymond (1934-1941)[23]
- Les Malheurs d'Annie / Les Aventures de Jojo (Little Annie Rooney) de Nicholas Afonsky et Darrell McClure (1934-1940[23])
- Le Père Lacloche (Pete the Tramp) de  Clarence D. Russell (1935-1936[24])
- Pim Pam Poum (The Katzenjammer Kids) de Harold Knerr (1935-1942[23])
- Les Durondib et leur chien Adolphe (Dinglehoofer und His Dog Adolph) de Harold Knerr (1935-1936[23])
- Richard le Téméraire (Tim Tyler's Luck) de Lyman Young (1936-1941[23] et 1972-1983)
- Luc Bradefer par Clarence Gray (dès 1936)
- P'tit Jules (Shorty) par Clarence D. Russell (dès 1936)
- Cora (Connie) de Frank Godwin (1938-1941[23])
- Bernard Tempête (Don Winslow of the Navy) de Leon Beroth (1938-1944[23])
- Marc Luron (Curley Harper) de Lyman Young (1938-1941[23])
- La Patrouille du Grand Nord (King of the Royal Mounted) de Jim Gary (1939-1940[23])
- La Patrouille des aigles (Roy Powers, Eagle Scout) de Frank Godwin (1940-1941[23])
- Prince Vaillant (Prince Valiant) de Hal Foster (1940-1942[23])
- La Famille Durondel de Pierre Billon (1942-1943[24])
- Babou de De Enden (1942-1943[24])
- La Famille Glougloub de Fred Lasswell
- Hägar Dünor de Dik Browne
- Guy l'Éclair (Flash Gordon) d'Alex Raymond[25]
- Matt le Shérif de H. Bishop
- Mandrake le Magicien de Lee Falk et dessiné par Phil Davis
- Archibald Razmott, mini-barbouze de choc de Leo Baxendale
- Onkr, l’homme des glaces, scénarios de Jean Malac et Yvan Delporte, dessins de Louis Santel (dit Ténas)
- L'École Abracadabra de François Corteggiani et Pierre Tranchand
- Drôle de zoo, bandes quotidiennes américaines Merry Menagerie par  Bob Karp et Bob Grant
- Pôle–Émile le petit Eskimo de Letrio
- Alex Lechat d'Yves Beaujard[26] et Patrick Galliano
- Le Club des Cinq de Serge Rosenzweig et Bernard Dufossé ainsi que son successeur Carlo Marcello
- Nic et Mino, de Claude Dupré (scénario) et Jean Ache (dessins)
- Zorro
- L'Archer blanc
- Robert le robot de Bélom et Gégé
- Les Déblok de Nathalie Roques (textes) et Florence Cestac (dessins)
- L'Élève Ducobu
- Cédric de Raoul Cauvin et Laudec
- Les Profs de Pica et Erroc
- Parker et Badger de Marc Cuadrado
- Edwin & les twins de Falzar et David Evrard (qui signe E411)
- Les P'tits Diables (Sweet Little Monsters) de Olivier Dutto
- Lou! de Julien Neel
- Titeuf (Tootuff) de Zep
- Kid Paddle de Midam
- Game Over de Midam, Adam, Augustin, Noblet et Patelin.
- Tv Nerfs
- Tony et Alberto de Dab's
- Michel, Chien fidèle
- Mat Matou de Mo cdm (textes) et Gaudin (dessins).
- Les potatoes d'Aré
- Les Sisters (The Sisters) de Cazenove et William
- Nelson de Christophe Bertschy
- P'tit dèj' de G. Bouchart
- Les Blagues de Toto (Toto Trouble) de Thierry Coppé

## Les Trésors du Journal de Mickey
En parallèle des publications du magazine, des numéros spéciaux ont vu le jour en 2018 sous l'appellation Les Trésors du Journal de Mickey puis retitré Le Meilleur du Journal de Mickey avec une parution indistincte :
1. Les Trésors du Journal de Mickey no 1 (avril 2018) : Le Livre fantastique (ouvrage de 274 pages broché avec couverture souple avec un dessin en relief représentant Mickey en apprenti sorcier) : 21 histoires fantastiques tirées du magazine sont présentes.
2. Les Trésors du Journal de Mickey no 2 (novembre 2018) : Le Livre anniversaire Mickey Mouse 90 ans (ouvrage de 420 pages broché avec couverture souple avec un dessin en hologramme de Mickey des années 1930) : 19 histoires sur plusieurs périodes historiques de Mickey dont le premier strip datant du 13 janvier 1930 intitulé L'île mystérieuse et dessinée par Ub Iwerks.
3. Les Trésors du Journal de Mickey no 3 (avril 2019) : Le Livre fantastique 2 (ouvrage de 280 pages broché avec couverture souple avec un dessin en relief représentant Donald en guerrier elfe et Daisy en magicienne elfe) : 15 histoires tirées du magazine sont présentes[27].
4. Le Meilleur du Journal de Mickey no 1 (mai 2020) : Le Grimoire magique (ouvrage de 280 pages broché avec couverture souple avec un dessin en relief représentant Miss Tick lançant une incantation) : 13 histoires tirées du magazine sont présentes[28].
5. Le Meilleur du Journal de Mickey no 2 (février 2021) : Le Grimoire magique 2 (ouvrage de 282 pages broché avec couverture souple avec un dessin en relief représentant Miss Tick sur un balai volant) : 13 histoires tirées du magazine sont présentes[29].

#### Ouvrages
- Happy Birthday, Mickey ! : 50 ans d'histoire du Journal de Mickey (avec la collaboration de Michel R. Mandry), Paris, Éditions du Chêne, 1984, 237 p. (ISBN 2-85108-360-0).
- Daniel Compère (dir.), Le Rocambole, vol. 85 : Mickey, une publication populaire, Amiens, Association des amis du roman populaire (AARP), 2018, 176 p. (ISBN 978-2-912349-72-9).
- Jessica Kohn, Dessiner des petits Mickeys : une histoire sociale de la bande dessinée en France et en Belgique (1945-1968), Paris, Éditions de la Sorbonne, coll. « Histoire contemporaine » (no 33), 2022, 317 p. (ISBN 979-10-351-0797-0, présentation en ligne).
- Patrick Weber, La grande histoire du Journal de Mickey : de 1934 à nos jours, Grenoble, Glénat, 2014, 160 p. (ISBN 978-2-344-00475-3, présentation en ligne).

#### Articles
- Guy Bonnemaison, « Le Journal de Mickey », Giff Wiff !, nos 5-6,‎ avril-mai 1963, p. 5-13.
- Boris Bruckler, « Les Premières Apparitions des personnages Disney dans la productions Hachette et Le Journal de Mickey de 1931 à 1939 », Bédéphile, no 1,‎ septembre 2015, p. 71-85 (ISBN 9782882503947)
- Michel Denni, « Le Journal de Mickey », Le Collectionneur de bandes dessinées, no 19,‎ janvier 1979, p. 4-9.
- Patrick Gaumer, « Journal de Mickey, Le », dans Dictionnaire mondial de la BD, Paris, Larousse, 2010 (ISBN 9782035843319), p. 463-465.
- Patrick Gaumer, « Le journal de Mickey », dans Guide totem : La BD, Larousse, 2002 (ISBN 9782035051301), p. 206-210.
- Sophie Saffi, « De l'intérêt d'une étude contrastive des bandes dessinées Topolino et Le journal de Mickey », Philologia, Studia Universitatis Babes-Bolyai, vol. 59, no 3,‎ septembre 2014, p. 7-24 (lire en ligne).